# Kuro to Kage
Kuro to Kage (黒と影; lit. Preto e Sombra) é o oitavo álbum de estúdio da banda japonesa Kuroyume, lançado em 29 de janeiro de 2014 pela gravadora Avex Trax. O single "Guernica" foi usado como tema do filme de 2014 Bilocation.

## Recepção
Alcançou a sétima posição nas paradas da Oricon Albums Chart.

## Faixas
Todas as letras escritas por Kiyoharu. 
| N.º            | Título                             | Duração |  |
| 1.             | "Zero"                             | 2:25    |  |
| 2.             | "Rock'n'Roll God Stair"            | 3:13    |  |
| 3.             | "I Hate Your Popstar Life"         | 3:07    |  |
| 4.             | "Clarity"                          | 2:27    |  |
| 5.             | "A Lull in the Rain"               | 4:08    |  |
| 6.             | "Free Love, Free Sex, Free Speech" | 2:57    |  |
| 7.             | "Mad Flavor"                       | 4:04    |  |
| 8.             | "Guernica" (ゲルニカ)              | 5:20    |  |
| 9.             | "Solitude"                         | 4:19    |  |
| 10.            | "Black Holiday"                    | 4:14    |  |
| 11.            | "Calling"                          | 3:04    |  |
| 12.            | "Kuro to Kage" (黒と影)            | 4:08    |  |
| 13.            | "Kingdom"                          | 5:12    |  |
| Duração total: | Duração total:                     | 49:00   |  |

## Ficha técnica

### Kuroyume
- Kiyoharu (清春) - vocal
- Hitoki (人時) - baixo